# Федерико Убалдо дела Ровере
Федерико Убалдо дела Ровере (на италиански: Federico Ubaldo della Rovere, * 16 май 1605, Пезаро, Папска държава, † 28 юни 1623, Урбино, Херцогство Урбино) е херцог на Урбино (1621 – 1623) и последен мъжки наследник на Дом Дела Ровере.

## Произход
Той е единственото дете и наследник на херцога на Урбино Франческо Мария II дела Ровере (* 1549, † 1631) от рода Дела Ровере и на втората му съпруга – братовчедка му Ливия дела Ровере (* 1585, † 1641). По бащина линия е внук на Гуидобалдо II дела Ровере, херцог на Урбино, и на принцеса Витория Фарнезе, а по майчина – на Иполито дела Ровере, маркиз на Сан Лоренцо ин Кампо, и на графиня Изабела Вители.

## Биография
Баща му – 50-годишният херцог на Урбино Франческо Мария II дела Ровере, вдовец на Лукреция д’Есте, отдавна чака мъжки наследник, защото в противен случай династията Дела Ровере ще изчезне и държавата ще премине към Светия престол. Затова той поисква решение от папа Климент VIII да се ожени повторно. На 25 април 1599 г. в Кастелдуранте, любимата му резиденция, той сключва брак с 13-годишната си братовчедка Ливия дела Ровере, член на съседния клон на семейството.
Четири години след брака, на 16 май 1605 г. (денят, посветен на Свети Убалдо от Губио, покровител на семейството), суверенът се появява на балкона на херцогския дворец в Пезаро, за да обяви на поданиците си раждането на Федерико Убалдо (второто му име е в чест на светеца от Губио), по-късно наречен Федеричино, който получава от баща си като първи подарък скъпоценен ориенталски изумруд и амулет срещу уроки.
Дългоочакваният престолонаследник живее между херцогските резиденции в Пезаро, Урбино, Губио и Кастелдуранте. Той е отнет от майка си и е даден на дойки и впоследствие – на учителки. Както е обичайно в княжеските семейства, на 6-годишна възраст неговият баща, желаейки да сключи съюз с Велико херцогство Тоскана, го сгодява за Клаудия де Медичи, дъщеря на Фердинандо I де Медичи и Кристина Лотарингска, чиято прародителка е кралицата на Франция Катерина де Медичи. Сватбата им е отпразнувана на 29 април 1621 г. в параклиса на вилата на Медичите в Поджо Империале. Събитието е отпразнувано в цялата държава.
На 3 ноември Франческо Мария II, сигурен в присъствието на наследник, решава да абдикира и да се оттегли в любимата си резиденция в Кастелдуранте, оставяйки управлението на херцогството на сина си.
Федерико  Убалдо не се разбира с жена си въпреки раждането на 7 февруари 1622 г. в двореца в Пезаро на дъщеря им Витория дела Ровере, предопределена да бъде последната от семейство дела Ровере и велика херцогиня на Тоскана като съпруга на Фердинандо II де Медичи. Раждането й сближава и майката на Федерико, херцогиня Ливия дела Ровере със семейството, което се е дистанцирало поради недоразумения със съпруга й.
Федерико Убалдо, незрял дори като владетел на държавата, се обгражда с неприятни личности, които имат интерес да изострят отношенията му с баща му: той избира флорентинеца Луиджи Ветори, най-доминиращия и нечестен от групата, за  отговорен за почти всичките му функции. Междувременно Малкият херцог публично се наслаждава на разпуснат живот, за голямо недоволство на родителите и съпругата си, на които обаче не обръща внимание.
Вечерта на 28 юни 1623 г. 18-годишният херцог участва в пиеса, в която, сред шеги и викове, играе ролята на „магарето“, носещо другите актьори на гърба си. Призори, на 29 юни 1623 г., той си ляга в стаята си, в апартамент на двореца в Урбино, който е възможно най-далеч от този на съпругата му. Федерико Убалдо е намерен от слуга привечер мъртъв в леглото, с пяна от устата и полуотворени очи. Смята се, че няколко часа по-рано е претърпял инсулт. Поне така казват медицинските доклади, четенето на които води до приписване на смъртта на епилептичен припадък, утежнен от вероятна церебрална цистицеркоза, и това, което самата му съпруга Клавдия де  Медичи пише на майка си на 30. „Той е починал от внезапна и неочаквана смърт“, заключават на 8 юли венецианските представители в Рим, Рение Дзено и Джироламо Соранцо. Те не споменават – и вероятно не от невежество, а защото ги смятат за напълно ненадеждни – слуховете за отравяне и удушаване, които се разпространяват по това време. Тези слухове, породени от подозрението, че семейство Медичи по този начин е търсило отмъщение за грубото отношение към Клавдия, като същевременно се е отървало от такъв непочтителен роднина. Нотариален документ, наскоро намерен в Урбино, свидетелства, че след смъртта му е извършена аутопсия. Има и описание на погребението му.
Смъртта на младия принц е ужасен удар за семейството му и за народа, осъзнаващ бъдещото включване на херцогството в Папската държава. Малката му дъщеря Витория би могла да наследи движимите и недвижимите активи на Дела Ровере, но като жена не може да се стреми към трона. Следователно баща му Франческо Мария е принуден да се върне на трона и да стане свидетел на унищожаването на семейството и държавата. Вдовицата на Федерико Убалдо, Клаудия де Медичи, първоначално се завръща във Флоренция с дъщеря си, а след това се омъжва повторно през 1626 г. за графа на Тирол Леополд V Австрийски, по-малък брат на император Фердинанд II. Майка му Ливия дела Ровере, отново управляваща херцогиня, предпочита да редува престоя си при възрастния си съпруг с по-приятните в бащиното й феодално владение Кастелеоне ди Суаза. 
На 2 юли 1623 г. тялото на Федерико Убалдо, сред всеобщо безпокойство и надеждата (напразна) за втора бременност на Клаудия де Медичи, е погребано в криптата на Параклиса на Разпятието в катедралата в Урбино, в гробница, която баща му е направил за себе си (той е погребан в Кастелдуранте, в църквата „Сантисимо Крочифисо дел'Оспедале“).

## Брак и потомство
∞ 1621 г. за Клавдия де Медичи (* 4 юни 1604, Флоренция, Велико херцогство Тоскана; † 25 декември 1648, Инсбрук, Австрийско херцогство), дъщеря на  Фердинандо I де Медичи, велик херцог на Тоскана, и на съпругата му Кристина Лотарингска, от която има една дъщеря:
- Витория дела Ровере (* 7 февруари 1622, Пезаро, † 5 март 1694, Пиза), ∞ за Фердинандо II де Медичи (* 1610, † 1670), велик херцог на Тоскана, от когото има 3 сина и 1 мъртвородена дъщеря

- Клаудия де Медичи, съпруга
- Витория дела Ровере, дъщеря